# Élections municipales de 1884 dans la Somme
Les élections municipales ont eu lieu les 4 et 11 mai 1884 dans la Somme.

## Maires sortants et maires élus
Les maires élus à la suite des élections municipales dans les communes de plus de 2 000 habitants :
| Commune                                     | Population | Maire sortant          | Opinion | Opinion | Maire élu              | Opinion | Opinion  |
| ------------------------------------------- | ---------- | ---------------------- | ------- | ------- | ---------------------- | ------- | -------- |
| Abbeville                                   | 19 283     | Ernest Prarond*        |         | Libéral | Alfred François        |         | Rép.     |
| Airaines                                    | 2 025      | Joseph Dantier         |         | Cons.   | Joseph Dantier         |         | Cons.    |
| Albert                                      | 5 473      | Albert Toulet          |         | Rép.    | Albert Toulet          |         | Rép.     |
| Amiens                                      | 74 170     | Fernand Lévecque*      |         | Rad.    | Frédéric Petit         |         | Rad-soc. |
| Beauquesne                                  | 2 286      | Jean-Baptiste Lagrange |         | Rép.    | Jean-Baptiste Lagrange |         | Rép.     |
| Beauval                                     | 2 274      | Édouard Carpentier     |         | Rép.    | Édouard Carpentier     |         | Rép.     |
| Cayeux-sur-Mer                              | 3 178      | Jean-Baptiste Sauvage  |         | Rép.    | Adolphe Roux           |         | Libéral  |
| Corbie                                      | 4 339      | Charles Ducamp         |         | Rép.    | Charles Ducamp         |         | Rép.     |
| Doullens                                    | 4 647      | Victor Sydenham        |         | Libéral | Victor Sydenham        |         | Libéral  |
| Flixecourt                                  | 2 091      | Prudent Sainte         |         | Rép.    | Prudent Sainte         |         | Rép.     |
| Friville-Escarbotin                         | 2 109      | François Grandsire     |         | Cons.   | Hubert Acoulon         |         | Rép.     |
| Ham                                         | 3 043      | Achille Bernot         |         | Rép.    | Achille Bernot         |         | Rép.     |
| Montdidier                                  | 4 551      | François Raviart       |         | Rép.    | François Raviart       |         | Rép.     |
| Moreuil                                     | 3 335      | Victor Gaillard*       |         | Rad.    | Sauveur Lemaître       |         | Rép.     |
| Nesle                                       | 2 406      | Jules Savary           |         | Rép.    | Jules Savary           |         | Rép.     |
| Péronne                                     | 4 696      | Louis Cadot            |         | Libéral | Louis Cadot            |         | Libéral  |
| Rosières-en-Santerre                        | 2 551      | Désiré Fournier-Dubois |         | Rép.    | Désiré Fournier-Dubois |         | Rép.     |
| Roye                                        | 4 028      | Émile Duquesnel        |         | Rép.    | Louis Demouy           |         | Libéral  |
| Rue                                         | 2 444      | Louis Loisel           |         | Rép.    | Louis Loisel           |         | Rép.     |
| Saint-Valery-sur-Somme                      | 3 506      | Stanislas Margue       |         | Rép.    | Stanislas Margue       |         | Rép.     |
| Vignacourt                                  | 3 114      | Oscar Queste           |         | Libéral | Oscar Queste           |         | Libéral  |
| Villers-Bretonneux                          | 5 911      | Ernest Dieu            |         | Rép.    | Ernest Dieu            |         | Rép.     |
| * Ne se représente pas - Maires par intérim |            |                        |         |         |                        |         |          |

### Résultats en nombre de mairies
| Opinions     | Opinions                   | Maires sortants | Maires élus | Évolution |
| ------------ | -------------------------- | --------------- | ----------- | --------- |
|              | Républicains opportunistes | 14              | 15          | 1         |
|              | Conservateurs libéraux     | 4               | 5           | 1         |
| Total centre | Total centre               | 18              | 20          | 2         |
|              | Radicaux-socialistes       | 0               | 1           | 1         |
|              | Républicains radicaux      | 2               | 0           | 2         |
| Total gauche | Total gauche               | 2               | 1           | 1         |
|              | Conservateurs              | 2               | 1           | 1         |
| Total droite | Total droite               | 2               | 1           | 1         |
| Total        | Total                      | 22              | 22          |           |

## Résultats
L'élection des conseillers municipaux étant au scrutin majoritaire plurinominal sous la IIIe République, les résultats indiqués ci-dessous représentent le nombre moyen de voix par liste,.

### Amiens
Maire sortant : Fernand Lévecque (Républicain) maire par intérim depuis avril 1884, à la suite de la démission d'Alphonse Fiquet.
36 sièges à pourvoir
| Tête de liste                | Tête de liste      | Liste                  | Premier tour | Premier tour | Premier tour | Second tour | Second tour | Second tour | Sièges |  |
| Tête de liste                | Tête de liste      | Liste                  | Voix         | %            | Élus         | Voix        | %           | Élus        | CM     |  |
| ---------------------------- | ------------------ | ---------------------- | ------------ | ------------ | ------------ | ----------- | ----------- | ----------- | ------ |  |
|                              | Albert Deberly     | Conservateurs          | 4 655        | 35,70        | 0            | 5 424       |             | 0           | 0      |  |
| Liste libérale conservatrice |                    |                        | 4 655        | 35,70        | 0            | 5 424       |             | 0           | 0      |  |
|                              | Frédéric Petit     | Rad-soc. - Rad. - Rép. | 4 600        | 35,28        | 3            | 6 858       |             | 33          | 36     |  |
| Liste républicaine           |                    |                        | 4 600        | 35,28        | 3            | 6 858       |             | 33          | 36     |  |
|                              | Théophane Delambre | Rad-soc. - SI          | 2 220        | 17,03        | 0            |             |             |             |        |  |
| Liste d'Union républicaine   |                    |                        | 2 220        | 17,03        | 0            |             |             |             |        |  |
|                              |                    |                        |              |              |              |             |             |             |        |  |
| Inscrits                     | Inscrits           | Inscrits               | 19 208       | 100,00       |              | 19 208      | 100,00      |             |        |  |
| Abstentions                  | Abstentions        | Abstentions            | 5 915        | 30,79        | 5 923        | 30,84       |             |             |        |  |
| Votants                      | Votants            | Votants                | 13 293       | 69,21        | 13 285       | 69,16       |             |             |        |  |
| Blancs et nuls               | Blancs et nuls     | Blancs et nuls         | 284          | 2,14         |              |             |             |             |        |  |
| Exprimés                     | Exprimés           | Exprimés               | 13 039       | 97,86        |              |             |             |             |        |  |
| * Maire sortant              |                    |                        |              |              |              |             |             |             |        |  |

Maire élu : Frédéric Petit (Radical-socialiste)